# 차오샤오양
차오샤오양(중국어: 曹潇阳, 병음: Cao Xiaoyang, 한자음: 조소양, 1992년 8월 6일 ~ )는 중화인민공화국의 바둑 기사이다. 상하이시 출신으로 중국기원 소속의 5단이다.

## 경력
중국 상하이시에서 태어났다. 2006년 프로 바둑에 입단했고 2007년 전국어린이바둑토너먼트 소년부에서 우승을 차지했다. 2010년 제12회 아함동산배 예선 토너먼트에서 저우허양과 예구이, 류스전, 타오신란을 연속으로 누르고 본선에 진출했지만 1라운드에서 구리에게 패배해 탈락했다. 2011년 갑조리그에 상하이팀으로 출전하여 1승 6패의 성적을 기록했다. 2013년 갑조리그에는 산둥경지양주팀으로 참가하여 3승 4패를 기록했다. 2014년 제2회 바이링배 예선에서 류시와 정위항, 주위안하오를 연이어 물리치고 본선에 올랐지만 이태현에게 패해 탈락했다. 2016년 5단으로 승단했다.